# Axel Leonhard Klinckowström
Axel Leonhard Klinckowström, född 1775, död 1837, var en svensk friherre och militär.

## Biografi
Axel Leonard Klinckowström föddes i faderns, friherren Thure Leonard Klinckowströms andra äktenskap, med statsfrun, grevinnan Hedvig Eleonora von Fersen. Som faderns äldste son skrev han sig till Graneberg i Gryts socken.
Han var överstelöjtnant i flottan, riddare av kungliga svärdsorden, ledamot av kungliga krigsvetenskapsakademin, ledamot av la Société pour l'encouragement de l'industrie nationale. Far till Rudolf Klinckowström. Klinckowström finns representerad vid Nationalmuseum, 

## Böcker
- Bref om de Förenta staterna, författade under en resa till Amerika, åren 1818, 1819, 1820 (1824)